# Rotes Rathaus
Het Rotes Rathaus (Rode Raadhuis) is het stadhuis van de Duitse hoofdstad Berlijn. Het is de zetel van de Regierender Bürgermeister en de Berlijnse senaat, die samen de stadsregering vormen. De volksvertegenwoordiging, het Abgeordnetenhaus, houdt elders zitting. Zijn naam dankt het gebouw aan de rode bakstenen waaruit het is opgetrokken. Het Rotes Rathaus staat aan de Rathausstraße in het centrum van Berlijn, nabij de Alexanderplatz, en werd gebouwd tussen 1861 en 1869.
Op de plek waar nu het Rotes Rathaus staat bevond zich al sinds de middeleeuwen het stadhuis van Berlijn. In 1857 besloot het stadsbestuur het door de eeuwen heen uitgebouwde complex te vervangen door één nieuw gebouw. De opdracht ging in 1859 naar Hermann Friedrich Wäsemann, die bij zijn ontwerp gebruikmaakte van inzendingen van de prijsvraag voor het nieuwe stadhuis, waaraan hij zelf overigens niet had deelgenomen. De architect schiep een vier verdiepingen tellend gebouw in eclectische stijl met drie binnentuinen op een vierkant blok van 100 bij 100 meter tussen de Rathausstraße, de Jüdenstraße, de Gustav-Böß-Straße en de Spandauer Straße. De 94 meter hoge klokkentoren aan de voorzijde werd gemodelleerd naar de kathedraal van Laon. Voor de bouw van het Rotes Rathaus moest een aantal uit de middeleeuwen daterende gebouwen wijken.
In 1911 werd aan de Molkenmarkt het Neues Stadthaus in gebruik genomen, als aanvulling op het door de groei van de stad inmiddels te klein geworden Rotes Rathaus.
Tijdens de Tweede Wereldoorlog leed het gebouw ernstige schade en nadat het in de jaren 1950 herbouwd was nam het Oost-Berlijnse stadsbestuur er zijn intrek. Het bestuur van West-Berlijn zetelde gedurende de deling van de stad in Rathaus Schöneberg. In 1991 werd het Rotes Rathaus, een beschermd monument, weer de zetel van de herenigde Berlijnse regering. Hiertoe onderging het gebouw tussen 1990 en 1996 een uitgebreide restauratie.